# Katsuhiro Kusaki
Katsuhiro Kusaki, född 12 april 1962 i Kyoto prefektur, Japan, är en japansk tidigare fotbollsspelare.